# J. Floyd King

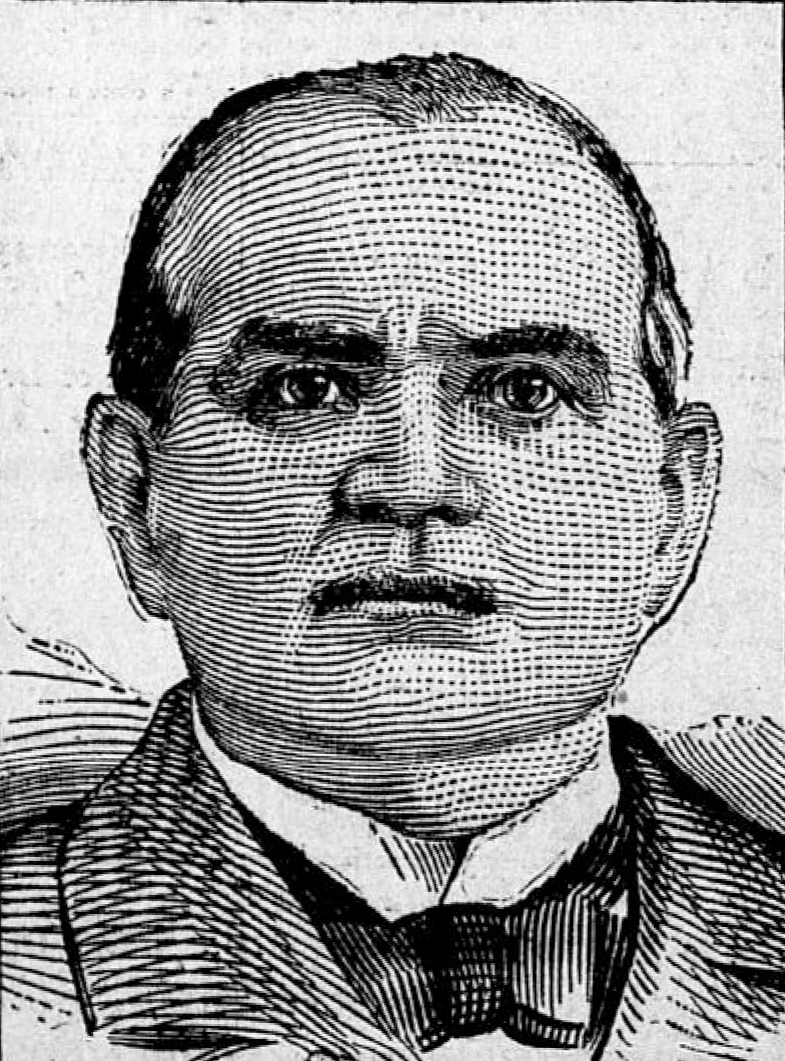
J. Floyd King

John Floyd King (* 20. April 1842 auf St. Simons Island, Georgia; † 8. Mai 1915 in Washington, D.C.) war ein US-amerikanischer Politiker. Zwischen 1879 und 1887 vertrat er den Bundesstaat Louisiana im US-Repräsentantenhaus.

## Leben
J. Floyd King war der Sohn von Thomas Butler King (1800–1864), der zwischen 1839 und 1851 zweimal den Staat Georgia im US-Repräsentantenhaus vertreten hatte. Er war außerdem ein Neffe von Henry King (1790–1861), der zwischen 1831 und 1835 für Pennsylvania im Kongress saß. Er besuchte die Russell School in New Haven (Connecticut), die Bartlett’s College Hill School im Staat New York und das Military Institute of Georgia. Außerdem studierte er an der University of Virginia in Charlottesville.
Während des Bürgerkrieges brachte er es im Heer der Konföderierten Staaten bis zum Oberstleutnant in einer Artillerieeinheit. Nach dem Krieg zog er nach Louisiana, wo er als Pflanzer arbeitete. Nach einem anschließenden Jurastudium und seiner 1872 erfolgten Zulassung als Rechtsanwalt begann er in Vidalia in diesem Beruf zu arbeiten. Außerdem wurde er Brigadegeneral in der Nationalgarde von Louisiana und Deichinspektor. Darüber hinaus war er Vorsitzender des Schulausschusses in seinem Heimatbezirk und gehörte dem Kuratorium der University of the South an.
Politisch war King Mitglied der Demokratischen Partei. Bei den Kongresswahlen des Jahres 1878 wurde er im fünften Wahlbezirk von Louisiana in das US-Repräsentantenhaus in Washington gewählt, wo er am 4. März 1879 die Nachfolge von J. Smith Young antrat. Nach drei Wiederwahlen konnte er bis zum 3. März 1887 vier Legislaturperioden im Kongress absolvieren. Von 1883 bis 1887 war er Vorsitzender des Ausschusses zum Ausbau der Deiche und der Regulierung des Mississippi. 1886 wurde King von seiner Partei nicht mehr zur Wiederwahl nominiert. Er blieb in der Bundeshauptstadt Washington und stieg in das Bergbaugeschäft ein. Von 1914 bis zu seinem Tod am 8. Mai 1915 arbeitete King für das Bundesfinanzministerium. Er wurde auf dem Nationalfriedhof Arlington beigesetzt.